# 張文多
張文多（越南语：／，？—？），越南西山朝將領。
張文多出生在歸仁府綏遠縣（今平定省西山縣），是張文獻（焦獻）的兒子。張文獻則是阮岳等西山三兄弟父親胡丕福的老師。張文獻激勵三兄弟起兵反抗舊阮。
1771年，阮岳等三兄弟發動西山起義，張文多參加起義軍。阮岳很喜歡張文多，將女兒嫁給了他。
1783年，張文多與阮惠、阮侶、黎文興一起攻打嘉定（今胡志明市）。他擊敗朱文接後，攻擊西貢河的左岸，西山軍發起夾擊，活捉舊阮的指揮官楊公澄。舊阮的阮王阮福映敗走富國島，後逃入暹羅。1784年，暹羅軍隊入侵嘉定，欲扶阮福映復國。張文多率軍阻擊，但暹羅軍隊強大，便邊戰邊退，以保存實力，另一方面，派鄧文真去歸仁求救。1784年，張文多在斌沏殺死了舊阮將領朱文接。年底，阮惠率武文勇、陳光耀、裴氏春等將南下與張文多會合，在瀝涔吹蔑之戰中擊敗暹羅。此後張文多繼續負責防守嘉定。1786年，在徹底驅逐阮主、平定鄭主之後，阮岳派阮侶和范文參接替他鎮守嘉定，張文多則回到歸仁，擔任太子阮文寶的老師。
1792年，舊阮入侵歸仁，阮岳向富春朝廷求救。景盛帝阮光纘派兵來到歸仁，在驅逐了舊阮軍隊以後，封鎖了倉庫。阮岳氣憤而死，其子阮文寶繼位，被阮光纘降封為孝公。對此張文多非常失望，回到家鄉奉養自己的父親。他在西山朝滅亡前死去。